# Oscar Comettant
Oscar Jean-Pierre Comettant (Bordeus, 18 d'abril de 1819 - Montivilliers, 24 de gener de 1898), fou un compositor, musicòleg i viatger francès.
Estudià en el Conservatori de París i va escriure nombroses composicions musicals, poc apreciades quan ell va morir, però de les que, no obstant, citarem les fantasies: Robert Bruce, Giralda, Heures d'Harmonie, Le juif errant, la simfonia coral L'Inde révoltée, Réverie maritime, etc.
Com a escriptor i crític se li deu: 
- Trois ans aux Etats Units (1857),
- La propriété intellectuelle au point de vue de la morale et du progrés (1858),
- Histoire d'un inventeur au XIV siècle, Adolphe Sax, ses ouvrages et ses luttes (1860),
- Musique et musiciens (1862),
- Le Danemark tel qu'il est (1865),
- La musique, les musiciens et les instruments de musique...archives completes de tous les documents qui se rattachent à l'Exposition internationale de 1867; Francis Planté (1874),

A més col·laborà en Le siècle, Le Ménestrel, La Gasette musicale i altres publicacions.